# Antonio Manno (politico)
Il Barone Claudio Antonio Maria Giovanni Battista Efisio Filippo Manno (Torino, 25 maggio 1834 – Torino, 12 marzo 1918) è stato un imprenditore, politico e storico italiano.

## Biografia

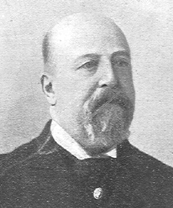
Antonio Manno

Figlio di un alto funzionario statale di salda fede monarchica, dopo gli studi inferiori frequenta la scuola militare più per la richiesta di suo padre che per un reale interesse. Alla morte di quest'ultimo, nel 1868, fa presto ad abbandonarla per dedicarsi all'altro grande interesse ereditato dal genitore, l'archivistica e la ricerca storica. Sotto la guida di Federigo Sclopis di Salerano, nel 1874 viene eletto membro della Regia deputazione di storia patria, dove suo padre era stato vice-presidente. 
Si dedica in modo particolare alla storia del Piemonte e ai protagonisti della sua affermazione quale stato predominante nell'unificazione italiana. Il suo scopo principale è evidenziare i meriti dei singoli sovrani sabaudi e dell'aristocrazia piemontese in tale processo. Il risultato dei suoi studi viene raccolto in Curiosità e ricerche di storia subalpina, cinque volumi editi a Torino tra il 1874 e il 1882 nei quali emerge la nostalgia dell'autore per l'assolutismo regio del vecchio piemonte sabaudo e un grande sforzo di collegare le politiche dei Savoia al riformismo illuminato settecentesco da cui restarono esclusi. Nel 1884, dopo aver curato diverse importanti pubblicazioni, fonda la collana Biblioteca storica italiana. Quattro anni dopo viene nominato dal Re membro del Consiglio superiore degli archivi e assegnato ad una speciale commissione incaricata di riordinare l'archivio della Casa Reale, separando le carte a carattere pubblico e privato, trasferendo queste ultime alla biblioteca reale per sottrarle alla libera consultazione.
Nel 1887 Francesco Crispi lo nomina regio commissario della Consulta araldica con l'incarico di riordinarne l'attività, rallentata da migliaia di richieste di riconoscimento dovute alla distinzione sociale della condizione nobiliare. A tale scopo decide di istituire quattordici commissioni regionali che dovevano predisporre ed aggiornare un elenco ufficiale delle dinastie nobiliari. Tali raccolte si sarebbero rese necessarie a seguito delle numerose richieste che salivano dalla nuova borghesia italiana, che aspirava ai titoli in virtù del patrimonio in luogo dell'origine familiare, alle quali oppone spesso un netto rifiuto. Rifiuto che si rivela più netto e severo quando la richiesta sale da famiglie ebraiche, ritenendone di possibile origine usuraria le ricchezze. Per meglio promuovere l'attività fonda il Bollettino ufficiale della Consulta araldica, pubblicato dal 1895 al 1918. 
Cattolico conservatore, del tutto avulso dalla Dottrina sociale della chiesa promossa da Leone XIII, grazie all'appoggio politico di Crispi si adopera a più riprese per scongiurare la presenza di laici nel consiglio comunale di Torino. Per contrastare l'avanzata delle sinistre (repubblicani e socialisti) fonda l'Unione conservatrice per sostenere e far continuare l'esperienza amministrativa clerico-borghese, anteponendo la vita religiosa a quella civile in ogni aspetto della vita pubblica del capoluogo sabaudo.

## Pubblicazioni
- Antonio Manno (a cura di), Vocabolario araldico ufficiale (PDF), Roma, Civelli, 1907. URL consultato il 15 ottobre 2024.